# Nordtroll 120MTr
Nordtroll 120MTr – typ wysokopodłogowego trolejbusu, produkowanego dawniej przez polsko-rosyjską spółkę Nordtroll na bazie nadwozi polskiego autobusu Jelcz 120M. W latach 1994–1997 skonstruowano 23 egzemplarze, które dostarczono do Włodzimierza, Nowoczeboksarska, Iżewska, Kirowa, Archangielska, Kazania i Permu.

## Historia
Prototypowy trolejbus został skonstruowany w Polsce. Dostarczono go do Archangielska 20 maja 1994 r. W sierpniu tego samego roku utworzono polsko-rosyjską spółkę „Sewiernyj Trollejbus”, która miała zająć się sprowadzaniem nadwozi z fabryki w Jelczu i montażem trolejbusów w zakładach w Archangielsku. Zainteresowanie nowym trolejbusem wykazały takie miasta rosyjskie jak Niżny Nowogród czy Rostów nad Donem. Oprócz tego projekt zainteresował również niektóre miasta Boliwii i Grecji. Na skutek problemów finansowych zbudowano mniej pojazdów niż zakładały pierwotne projekty. Pierwsze 4 egzemplarze dostarczono do Archangielska w 1995 r. W 1996 r. 2 trolejbusy dostarczono do Kirowa. W późniejszym czasie rozpoczęto eksploatację pojedynczych egzemplarzy 120MTr w Permie i Kazaniu. W 1997 r. spółka Nordtroll zakończyła produkcję z powodu ogłoszenia upadłości, jednakże w latach 1997–1998 w warsztatach przewoźnika we Włodzimierzu zmontowano jeszcze 9 trolejbusów typu 120MTr.

## Eksploatacja
| Państwo | Miasto          | Typ    | Lata dostaw | Liczba |       |
| ------- | --------------- | ------ | ----------- | ------ | ----- |
| Rosja   | Nowoczeboksarsk | 120MTr | 1996        | 1      | [ 1 ] |
| Rosja   | Łączna liczba:  | 1      |             |        |       |